# Веркен (мапуче)
Веркéн або верке (ісп. werken, werke, в перекладі з мови мапудунґун — «посланець»), також іноді використовується написання huerquén або huerque, є одним із традиційних авторитетів народу мапуче. Він виконує функції радника світу (лонко) і зазвичай є представником своєї спільноти. В інші часи їм доводилося запам'ятовувати довгі повідомлення, щоб вірно передати їх іншим лонко.
Під час війни між племенами мапуче та з іншими корінними народами в доколумбову еру, а також пізніше з іспанськими конкістадорами веркен виконував функції учасника переговорів щодо мирних угод, перемир'я та інші функції, пов'язані з дипломатією, де йому довелося використовувати своє красномовство для досягнення домовленостей і захисту інтересів свого племені, на додаток до досконалого володіння рішеннями та конвенціями, прийнятими суспільством мапуче.
У метафоричному сенсі, усіх дітей навчали бути працівниками своєї спільноти, чиєю завдання полягало в тому, щоб служити посланцями своєї культури і таким чином мати можливість передавати її своїм нащадкам; однак офіційно лише один міг займати цю посаду в межах лоф.

## Веркени
- Consejo de Todas las Tierras: Аукан Вількаман
- Автономне співтовариство Темукуїкуї: Хорхе Венчуллан[2]
- Newen Coordination of Tranguil: Рубен Колліо[3]
- Територіальний альянс мапуче: Міхаель Карбоне[4]